# Jour de fauche

Jour de fauche est un court métrage français écrit et réalisé par Vincent Monnet, sorti en 1993.

## Synopsis
Comédie burlesque dans le cadre d'un village du Vexin autour d'un vélo qui passe de main en main.

## Fiche technique
- Titre : Jour de fauche
- Film français
- Réalisation et scénario : Vincent Monnet
- Assistants réalisateurs : Philippe Letode, Carol Lecacheur
- Directeur de la photographie : Bruno Delbonnel
- Musique : Alexandre Desplat
- Montage : Catherine Peix-Eyrolle
- Son : Frédéric Pohl
- Producteur : Olivier Gal
- Société de production : Baal Films, Byzance Production
- Sociétés de distribution : Baal Films, * Portrait et Compagnie
- Caractéristiques techniques : Son monographique, Couleurs, 35 mm (négatif et positif), 1 x 1,85
- Durée : 14 minutes
- Visa exploitation : No 81037
- Date de sortie : 1993 (France)

## Distribution
- Michel Modo
- Philippe Nahon
- Micha Bayard
- Silvie Laguna
- Jim Redler
- Romain Redler
- Arsène Jiroyan

## Autour du film
- Tourné à * Omerville, Chérence et Vienne-en-Arthies